# Andronikos Kakoullīs
Andronikos Kakoullīs (in greco Ανδρόνικος Κακουλλής?; Nicosia, 3 maggio 2001) è un calciatore cipriota, attaccante dell'Arīs Limassol in prestito dall'AIK, e della nazionale cipriota.

## Caratteristiche tecniche
È un centravanti.

## Carriera

### Club
Cresciuto nel settore giovanile dell'Omonia di Nicosia, Kakoullīs ha esordito in prima squadra dieci giorni dopo il suo diciassettesimo compleanno, entrando come sostituto nei minuti finali della partita casalinga di campionato del 13 maggio 2018 contro l'Apollōn Limassol. Il suo primo gol con il club è arrivato il 22 dicembre 2019, in una vittoria casalinga per 3-2 contro l'AEK Larnaca.
Kakoullīs ha segnato il suo primo gol in una competizione europea il 3 dicembre 2020, aprendo le marcature in una vittoria per 2-1 contro il PAOK Salonicco nella fase a gironi della UEFA Europa League 2020-2021, ottenendo la prima vittoria della storia dell'Omonia in una fase a gironi europea. Nella stessa stagione ha vinto il suo primo trofeo, conquistando il campionato cipriota 2020-2021 con l'Omonia. Ha segnato due gol in 15 presenze nella competizione.
Dalla stagione 2021-2022, Kakoullīs ha trovato maggiore spazio, con frequenti apparizioni da titolare, in un Omonia che ha vinto la Supercoppa di Cipro 2021 e la Coppa di Cipro 2021-2022. È entrato in campo da sostituto sia nella partita di supercoppa che nella finale di coppa.
Nella stagione 2022-2023 ha raggiunto la sua centesima presenza ufficiale con il club biancoverde, indossando per la prima volta la fascia di capitano nella trasferta contro il Manchester United valida per la fase a gironi della UEFA Europa League di quell'anno. Ha inoltre vinto la Coppa di Cipro per il secondo anno consecutivo, partendo titolare nella finale. Al termine di quell'annata è stato premiato come giovane dell'anno del campionato.
Durante il campionato 2023-2024 ha totalizzato 8 reti in 23 presenze in stagione regolare, oltre ad aver segnato anche una rete in otto presenze nel corso della poule per il titolo. È stato anche incluso nella squadra dell'anno.
Ha iniziato all'Omonia anche la stagione successiva, fintanto che non è stato ceduto a stagione in corso. La sua parentesi con il club cipriota si è così conclusa con 208 presenze ufficiali e 45 gol.
L'11 marzo 2025, a poche settimane dall'inizio dell'Allsvenskan 2025, è stato ingaggiato a titolo definitivo dal club svedese dell'AIK, che lo ha scelto per sostituire il suo connazionale e compagno di nazionale Iōannīs Pittas ceduto nella stessa finestra di mercato. Kakoullīs è stato prelevato per una cifra riportata intorno al milione di euro e ha firmato un contratto valido fino al 30 giugno 2028. In poco più di metà campionato ha alternato presenze da titolare (6) ad altre da subentrante (8) ad altre in cui è rimasto in panchina per 90 minuti: complessivamente ha realizzato 3 reti, tra cui una doppietta nel 3-0 contro il neopromosso Degerfors.
Il 22 luglio 2025 è tornato a far parte di una squadra cipriota con il prestito annuale all'Arīs Limassol, accordo che ha previsto condizioni che, se soddisfatte, avrebbero portato al trasferimento a titolo definitivo del giocatore al club.

### Nazionale
Ha giocato nelle nazionali giovanili cipriote Under-17, Under-19 ed Under-21.
Il 7 ottobre 2020 ha debuttato con la nazionale cipriota giocando l'amichevole persa 2-1 contro la Repubblica Ceca. Ha segnato il suo primo gol con la nazionale maggiore in occasione di una sconfitta per 1-2 contro la Slovenia, nelle qualificazioni ai Mondiali 2022.

## Statistiche

### Presenze e reti nei club
Statistiche aggiornate al 28 ottobre 2024.
| Stagione        | Squadra         | Campionato      | Campionato | Campionato | Coppe nazionali | Coppe nazionali | Coppe nazionali | Coppe continentali | Coppe continentali | Coppe continentali | Altre coppe | Altre coppe | Altre coppe | Totale | Totale |
| Stagione        | Squadra         | Comp            | Pres       | Reti       | Comp            | Pres            | Reti            | Comp               | Pres               | Reti               | Comp        | Pres        | Reti        | Pres   | Reti   |
| --------------- | --------------- | --------------- | ---------- | ---------- | --------------- | --------------- | --------------- | ------------------ | ------------------ | ------------------ | ----------- | ----------- | ----------- | ------ | ------ |
| 2017-2018       | Omonia          | A               | 0+1        | 0          | CC              | 0               | 0               | -                  | -                  | -                  | -           | -           | -           | 1      | 0      |
| 2018-2019       | Omonia          | A               | 0+1        | 0          | CC              | 0               | 0               | -                  | -                  | -                  | -           | -           | -           | 1      | 0      |
| 2019-2020       | Omonia          | A               | 13+1       | 1+1        | CC              | 4               | 1               | -                  | -                  | -                  | -           | -           | -           | 18     | 3      |
| 2020-2021       | Omonia          | A               | 10+4       | 1+1        | CC              | 0               | 0               | UCL+UEL            | 3+4                | 0+1                | -           | -           | -           | 21     | 3      |
| 2021-2022       | Omonia          | A               | 21+9       | 3+2        | CC              | 7               | 1               | UCL+UEL+UECL       | 2+4+6              | 0+2+1              | SC          | 1           | 0           | 50     | 9      |
| 2022-2023       | Omonia          | A               | 18+8       | 7+1        | CC              | 5               | 0               | UEL                | 6                  | 1                  | SC          | 1           | 0           | 38     | 9      |
| 2023-2024       | Omonia          | A               | 23+8       | 8+1        | CC              | 5               | 1               | UECL               | 4                  | 1                  | SC          | 1           | 0           | 41     | 11     |
| 2024-2025       | Omonia          | A               | 6          | 2          | CC              | 0               | 0               | UECL               | 8                  | 3                  | -           | -           | -           | 14     | 5      |
| Totale carriera | Totale carriera | Totale carriera | 123        | 28         |                 | 21              | 3               |                    | 37                 | 9                  |             | 3           | 0           | 184    | 40     |

### Cronologia presenze e reti in nazionale
| Cronologia completa delle presenze e delle reti in nazionale ― Cipro | Cronologia completa delle presenze e delle reti in nazionale ― Cipro | Cronologia completa delle presenze e delle reti in nazionale ― Cipro | Cronologia completa delle presenze e delle reti in nazionale ― Cipro | Cronologia completa delle presenze e delle reti in nazionale ― Cipro | Cronologia completa delle presenze e delle reti in nazionale ― Cipro | Cronologia completa delle presenze e delle reti in nazionale ― Cipro | Cronologia completa delle presenze e delle reti in nazionale ― Cipro |
| Data                                                                 | Città                                                                | In casa                                                              | Risultato                                                            | Ospiti                                                               | Competizione                                                         | Reti                                                                 | Note                                                                 |
| -------------------------------------------------------------------- | -------------------------------------------------------------------- | -------------------------------------------------------------------- | -------------------------------------------------------------------- | -------------------------------------------------------------------- | -------------------------------------------------------------------- | -------------------------------------------------------------------- | -------------------------------------------------------------------- |
| 7-10-2020                                                            | Larnaca                                                              | Cipro                                                                | 1 – 2                                                                | Rep. Ceca                                                            | Amichevole                                                           | -                                                                    | 73’                                                                  |
| 17-11-2020                                                           | Podgorica                                                            | Montenegro                                                           | 4 – 0                                                                | Cipro                                                                | UEFA Nations League 2020-2021 - 1º turno                             | -                                                                    | 65’                                                                  |
| 8-10-2021                                                            | Larnaca                                                              | Cipro                                                                | 0 – 3                                                                | Croazia                                                              | Qual. Mondiali 2022                                                  | -                                                                    | 85’                                                                  |
| 11-10-2021                                                           | Larnaca                                                              | Cipro                                                                | 2 – 2                                                                | Malta                                                                | Qual. Mondiali 2022                                                  | -                                                                    | 60’                                                                  |
| 11-11-2021                                                           | San Pietroburgo                                                      | Russia                                                               | 6 – 0                                                                | Cipro                                                                | Qual. Mondiali 2022                                                  | -                                                                    | 74’                                                                  |
| 14-11-2021                                                           | Lubiana                                                              | Slovenia                                                             | 2 – 1                                                                | Cipro                                                                | Qual. Mondiali 2022                                                  | 1                                                                    | 81’                                                                  |
| 24-3-2022                                                            | Tallinn                                                              | Estonia                                                              | 0 – 0                                                                | Cipro                                                                | UEFA Nations League 2020-2021 - Spareggi                             | -                                                                    | 90+2’                                                                |
| 2-6-2022                                                             | Larnaca                                                              | Cipro                                                                | 0 – 2                                                                | Kosovo                                                               | UEFA Nations League 2022-2023 - 1º turno                             | -                                                                    | 77’                                                                  |
| 5-6-2022                                                             | Larnaca                                                              | Cipro                                                                | 0 – 0                                                                | Irlanda del Nord                                                     | UEFA Nations League 2022-2023 - 1º turno                             | -                                                                    | 66’                                                                  |
| 12-6-2022                                                            | Belfast                                                              | Irlanda del Nord                                                     | 2 – 2                                                                | Cipro                                                                | UEFA Nations League 2022-2023 - 1º turno                             | 2                                                                    | 78’                                                                  |
| 24-9-2022                                                            | Larnaca                                                              | Cipro                                                                | 1 – 0                                                                | Grecia                                                               | UEFA Nations League 2022-2023 - 1º turno                             | -                                                                    | 76’                                                                  |
| 27-9-2022                                                            | Pristina                                                             | Kosovo                                                               | 5 – 1                                                                | Cipro                                                                | UEFA Nations League 2022-2023 - 1º turno                             | -                                                                    | 72’                                                                  |
| 16-11-2022                                                           | Larnaca                                                              | Cipro                                                                | 0 – 2                                                                | Bulgaria                                                             | Amichevole                                                           | -                                                                    | 65’                                                                  |
| 25-3-2023                                                            | Glasgow                                                              | Scozia                                                               | 3 – 0                                                                | Cipro                                                                | Qual. Euro 2024                                                      | -                                                                    | 68’                                                                  |
| 28-3-2023                                                            | Erevan                                                               | Armenia                                                              | 2 – 2                                                                | Cipro                                                                | Amichevole                                                           | -                                                                    | 41’ 67’                                                              |
| 8-9-2023                                                             | Larnaca                                                              | Cipro                                                                | 0 – 3                                                                | Scozia                                                               | Qual. Euro 2024                                                      | -                                                                    | 84’                                                                  |
| 12-10-2023                                                           | Larnaca                                                              | Cipro                                                                | 0 – 4                                                                | Norvegia                                                             | Qual. Euro 2024                                                      | -                                                                    | 54’                                                                  |
| 15-10-2023                                                           | Tbilisi                                                              | Georgia                                                              | 4 – 0                                                                | Cipro                                                                | Qual. Euro 2024                                                      | -                                                                    | 71’                                                                  |
| 16-11-2023                                                           | Limassol                                                             | Cipro                                                                | 1 – 3                                                                | Spagna                                                               | Qual. Euro 2024                                                      | -                                                                    | 60’                                                                  |
| 19-11-2023                                                           | Limassol                                                             | Cipro                                                                | 1 – 0                                                                | Lituania                                                             | Amichevole                                                           | -                                                                    | 58’                                                                  |
| 25-3-2024                                                            | Larnaca                                                              | Cipro                                                                | 0 – 1                                                                | Serbia                                                               | Amichevole                                                           | -                                                                    | 88’                                                                  |
| 11-6-2024                                                            | Serravalle                                                           | San Marino                                                           | 1 – 4                                                                | Cipro                                                                | Amichevole                                                           | 1                                                                    | 46’                                                                  |
| 15-11-2024                                                           | Larnaca                                                              | Cipro                                                                | 2 – 1                                                                | Lituania                                                             | UEFA Nations League 2024-2025 - 1º turno                             | -                                                                    | 41’ 56’                                                              |
| 18-11-2024                                                           | Bucarest                                                             | Romania                                                              | 4 – 1                                                                | Cipro                                                                | UEFA Nations League 2024-2025 - 1º turno                             | -                                                                    | 46’                                                                  |
| 21-3-2025                                                            | Larnaca                                                              | Cipro                                                                | 2 – 0                                                                | San Marino                                                           | Qual. Mondiali 2026                                                  | -                                                                    | 63’                                                                  |
| 24-3-2025                                                            | Zenica                                                               | Bosnia ed Erzegovina                                                 | 2 – 1                                                                | Cipro                                                                | Qual. Mondiali 2026                                                  | -                                                                    | 88’                                                                  |
| 6-6-2025                                                             | Plovdiv                                                              | Bulgaria                                                             | 2 – 2                                                                | Cipro                                                                | Amichevole                                                           | -                                                                    | 79’                                                                  |
| 10-6-2025                                                            | Bucarest                                                             | Romania                                                              | 2 – 0                                                                | Cipro                                                                | Qual. Mondiali 2026                                                  | -                                                                    | 46’                                                                  |
| Totale                                                               |                                                                      | Presenze                                                             | 28                                                                   |                                                                      | Reti                                                                 | 5                                                                    |                                                                      |

| Cronologia completa delle presenze e delle reti in nazionale ― Cipro under 21 | Cronologia completa delle presenze e delle reti in nazionale ― Cipro under 21 | Cronologia completa delle presenze e delle reti in nazionale ― Cipro under 21 | Cronologia completa delle presenze e delle reti in nazionale ― Cipro under 21 | Cronologia completa delle presenze e delle reti in nazionale ― Cipro under 21 | Cronologia completa delle presenze e delle reti in nazionale ― Cipro under 21 | Cronologia completa delle presenze e delle reti in nazionale ― Cipro under 21 | Cronologia completa delle presenze e delle reti in nazionale ― Cipro under 21 |
| Data                                                                          | Città                                                                         | In casa                                                                       | Risultato                                                                     | Ospiti                                                                        | Competizione                                                                  | Reti                                                                          | Note                                                                          |
| ----------------------------------------------------------------------------- | ----------------------------------------------------------------------------- | ----------------------------------------------------------------------------- | ----------------------------------------------------------------------------- | ----------------------------------------------------------------------------- | ----------------------------------------------------------------------------- | ----------------------------------------------------------------------------- | ----------------------------------------------------------------------------- |
| 25-3-2021                                                                     | Atene                                                                         | Grecia under 21                                                               | 0 – 0                                                                         | Cipro under 21                                                                | Qual. Europeo Under-21 2023                                                   | -                                                                             | 64’                                                                           |
| 3-9-2021                                                                      | Eschen                                                                        | Liechtenstein under 21                                                        | 0 – 6                                                                         | Cipro under 21                                                                | Qual. Europeo Under-21 2023                                                   | 1                                                                             |                                                                               |
| 7-9-2021                                                                      | Larnaca                                                                       | Cipro under 21                                                                | 6 – 0                                                                         | Liechtenstein under 21                                                        | Qual. Europeo Under-21 2023                                                   | 2                                                                             | 46’                                                                           |
| Totale                                                                        |                                                                               | Presenze                                                                      | 3                                                                             |                                                                               | Reti                                                                          | 3                                                                             |                                                                               |

## Palmarès

### Club

#### Competizioni nazionali
- Campionato cipriota: 1

Omonia: 2020-2021
- Coppa di Cipro: 2

Omonia: 2021-2022, 2022-2023
- Supercoppa di Cipro: 1

Omonia: 2021